# Digital Equipment Corporation

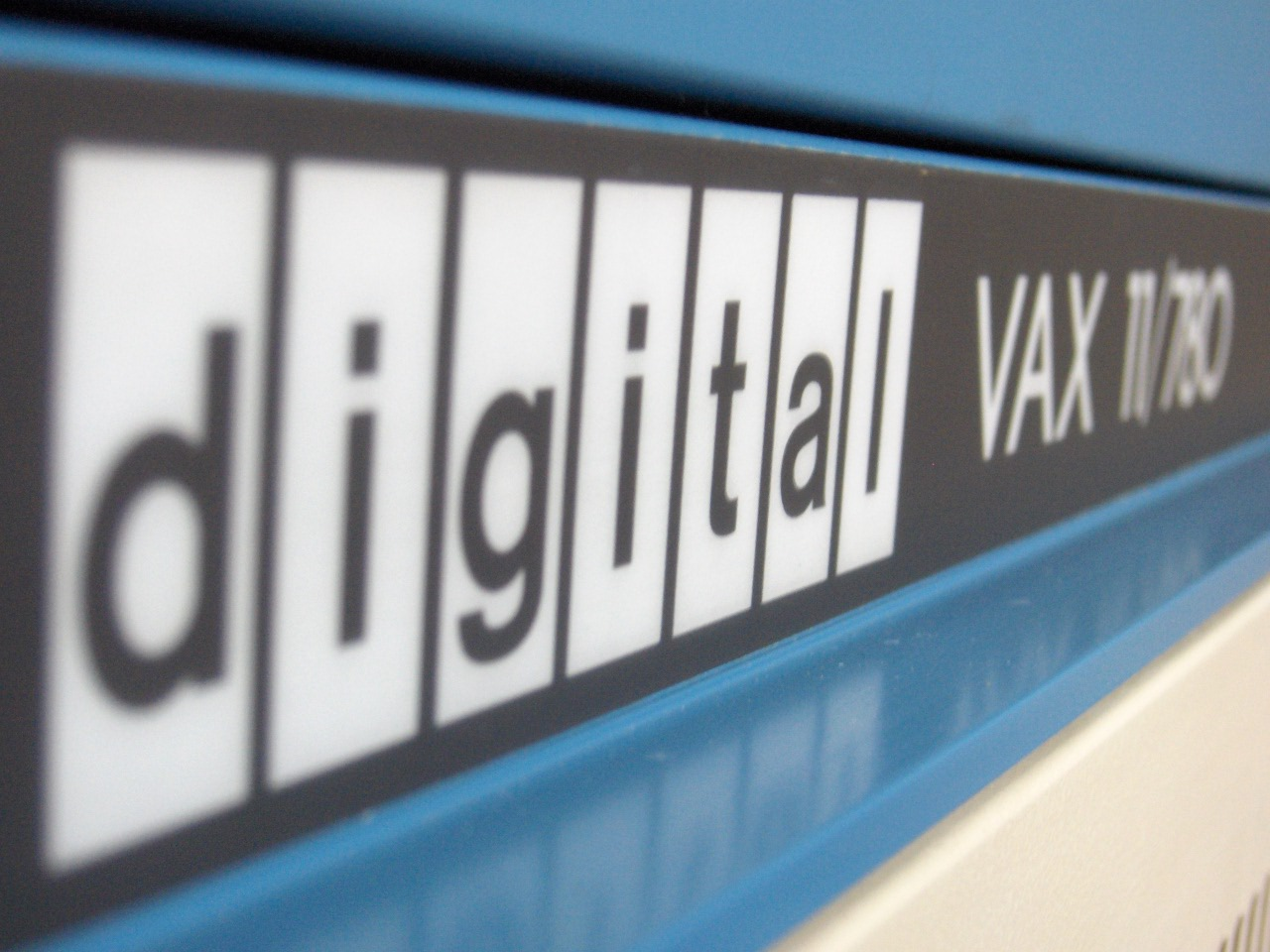
Il logo digital su una macchina Vax 11/780

La Digital Equipment Corporation è stata un'azienda pionieristica del settore informatico negli Stati Uniti d'America. Generalmente veniva utilizzato l'acronimo DEC, utilizzato una volta anche dalla DEC stessa, ma subito accantonato e sostituito da "Digital" per evitare una disputa sul marchio con la Dairy Equipment Company di Madison, Wisconsin.
In seguito l'azienda è stata acquistata da Compaq, che a sua volta è stata inglobata da Hewlett-Packard. Dal 2004 la relativa linea di prodotti viene commercializzata con il marchio HP.

## Storia

### Anni '50

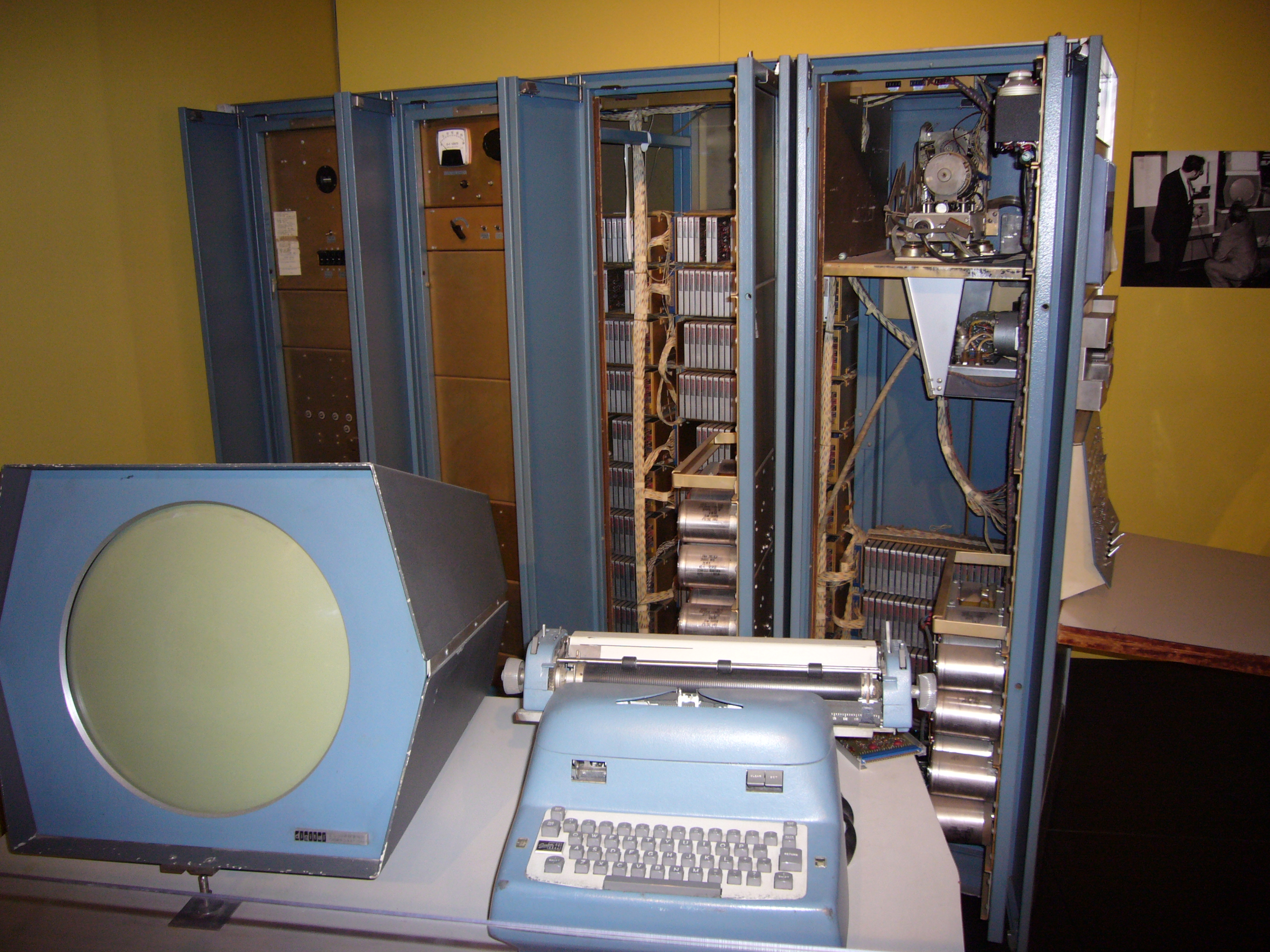
immagine del PDP-1

L'azienda è stata fondata nel 1957 da Ken Olsen, un tecnico del Massachusetts che lavorava al MIT Lincoln Laboratory al progetto TX-2. Il TX-2 era un computer basato sull'impiego di transistor che utilizzava l'allora enorme quantità di memoria pari a 64K, con un'architettura da 36 bit. Quando il progetto incontrò delle difficoltà, Olsen lasciò per formare la DEC con Harlan Anderson, un collega del MIT. In quel periodo il mercato finanziario era ostile alle aziende di computer, dal momento che gli investitori avevano timore sui relativi piani di sviluppo. Così Olsen e Anderson iniziarono costruendo piccoli moduli digitali (ciascuno effettivamente un singolo componente del progetto TX-2), che potevano essere combinati insieme per prove e verifiche di laboratorio.

### Anni '60
Nel 1961 l'azienda iniziò ad essere in attivo, così si decise di iniziare la costruzione del loro primo computer, il PDP-1, il primo esemplare della serie di computer PDP (Programmable Data Processor).
Negli anni sessanta la DEC produsse una serie di macchine che puntavano a mantenere un rapporto prezzo/prestazione al di sotto di quello dei tipici mainframe prodotti da IBM, tipicamente basati su un'architettura da 18 bit, utilizzando memoria a nucleo. Il vero successo giunse con la successiva introduzione sul mercato del famoso PDP-8 nel 1964. Si trattava di una macchina più piccola, caratterizzata da un'architettura a 12 bit, che veniva venduta a circa 16.000 dollari. Il PDP-8 era sufficientemente piccolo da poter entrare in un carrello (quindi lo si poteva trasportare), ed era abbastanza facile da utilizzare per molti compiti. Grazie anche a questi accorgimenti le vendite in nuovi segmenti di mercato decollarono via via che prendevano piede le varie applicazioni industriali.

L'importanza storica del PDP-8 consiste nel fatto che è stato il primo computer che poteva essere acquistato da e per un ristretto numero di utenti come un'alternativa valida ad utilizzare un più grande centro di elaborazione dati. Grazie al loro basso costo e alla portabilità, queste macchine potevano essere acquistata per svolgere compiti specifici. Oggi il PDP-8 è generalmente considerato il primo minicomputer che fu prodotto con volumi significativi e all'epoca fu sicuramente quello più diffuso.

### Anni '70

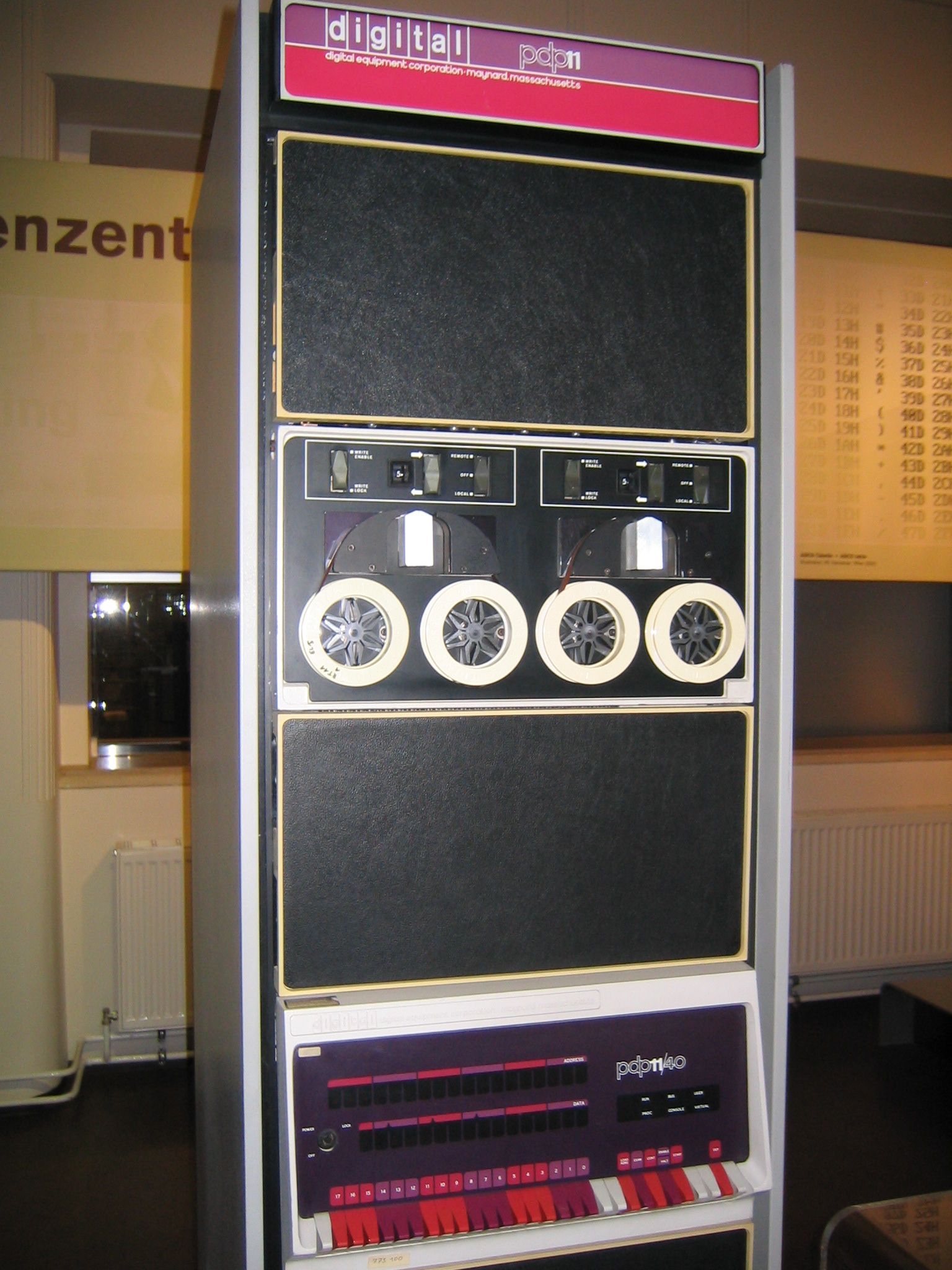
PDP-11/40 con due DECtape TU56.

L'ultima famosa macchina della serie PDP è stato il PDP-11, che passava ad un'architettura a 16 bit, dal momento che tutti ormai utilizzavano l'ASCII. PDP-11 inizialmente si rivolgeva ai possessori dei PDP-8, tra l'altro per lo sviluppo dei moderni circuiti integrati, ora poteva essere assemblato in contenitori non molto più grandi di quelli di un PC. Il modello maggiore, il PDP-10 con architettura da 36 bit, mirava ai centri di elaborazione dati, all'occorrenza venduto come DECsystem 10 e 20, era a sua volta un'evoluzione del PDP-6. I sistemi PDP-11 potevano supportare diversi sistemi operativi di quel periodo, incluso il nuovo UNIX dei Bell Labs, così come i sistemi operativi di DEC quali RSX e RSTS. Sia l'RSTS sia lo UNIX erano disponibili per le istituzioni scolastiche a un costo inferiore se non addirittura a costo zero, questo permise ai sistemi PDP-11 di diventare una vera e propria palestra per una generazione di tecnici ed esperti di computer.
Il PDP-11 poteva indirizzare uno spazio di 64K. La maggior parte dei modelli aveva un'architettura a pagine con dispositivi di protezione della memoria per permettere il timesharing, poteva supportare la suddivisione tra spazio per le istruzioni e spazio per i dati, arrivando così a un indirizzamento effettivo di 128K.
Nel 1976 la DEC decise di migrare verso una piattaforma a 32 bit completamente nuova, che veniva definita come super-mini. Il primo prodotto ad essere messo in commercio fu il VAX (da Virtual Address eXtension) 11/780 nel 1978, immediatamente prese piede sulla maggior parte del mercato dei minicomputer. Fallirono i tentativi disperati da parte dei concorrenti di riconquistare segmenti di mercato: è il caso di Data General (fondata nel 1968 da un tecnico uscito da DEC e che aveva provato a reintrodurre un design a 16 bit precedentemente accantonato da DEC stessa). A ciò contribuirono non solo i successi di DEC, ma anche l'emergere del microcomputer e della workstation nel segmento più basso del mercato dei minicomputer.

### Anni '80
Nel 1983, DEC cancellò il progetto "Jupiter", che doveva costruire un successore al PDP-10 e fu deciso di promuovere al meglio la linea VAX.
La serie VAX aveva un set di istruzioni che persino per gli standard odierni può essere considerato vasto, così come l'abbondanza dei tipi di indirizzamento. Oltre ai sistemi di gestione della memoria a pagine e dei relativi schemi di protezione già visti sulla serie PDP, il VAX supportava la memoria virtuale. Il VAX, inoltre, poteva utilizzare sia Unix sia il sistema operativo proprietario di DEC, il VMS.
Nel picco degli anni ottanta, la Digital è stata la seconda azienda di informatica del mondo per dimensioni, con oltre 100 000 dipendenti.

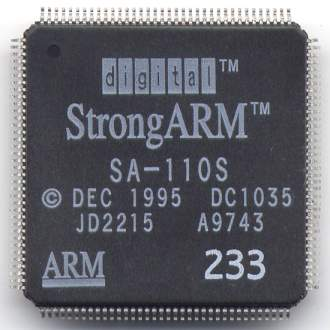
Microprocessore DEC StrongARM

È esistita una serie di veri e propri personal computer, di fascia alta, composta del Rainbow 100, un PC con doppio processore e doppia architettura, con un processore Zilog Z80 e un processore Intel 8088, che poteva caricare sia il CP/M sia l'MS-DOS e dai Professional 300 e Professional 350, che erano destinati al mercato della piccola e media impresa potendo caricare un sistema operativo multitastiera e multitasking.
In quel momento DEC proponeva numerosi prodotti proprietari come la rete DECnet. Dal momento che questi prodotti non erano concepiti per funzionare con prodotti che non fossero DEC, i consumatori si rivolsero verso i prodotti più standard. In questo periodo, inoltre, le prestazioni delle stazioni di lavoro RISC raggiungevano quelle dei VAX.

### Anni '90

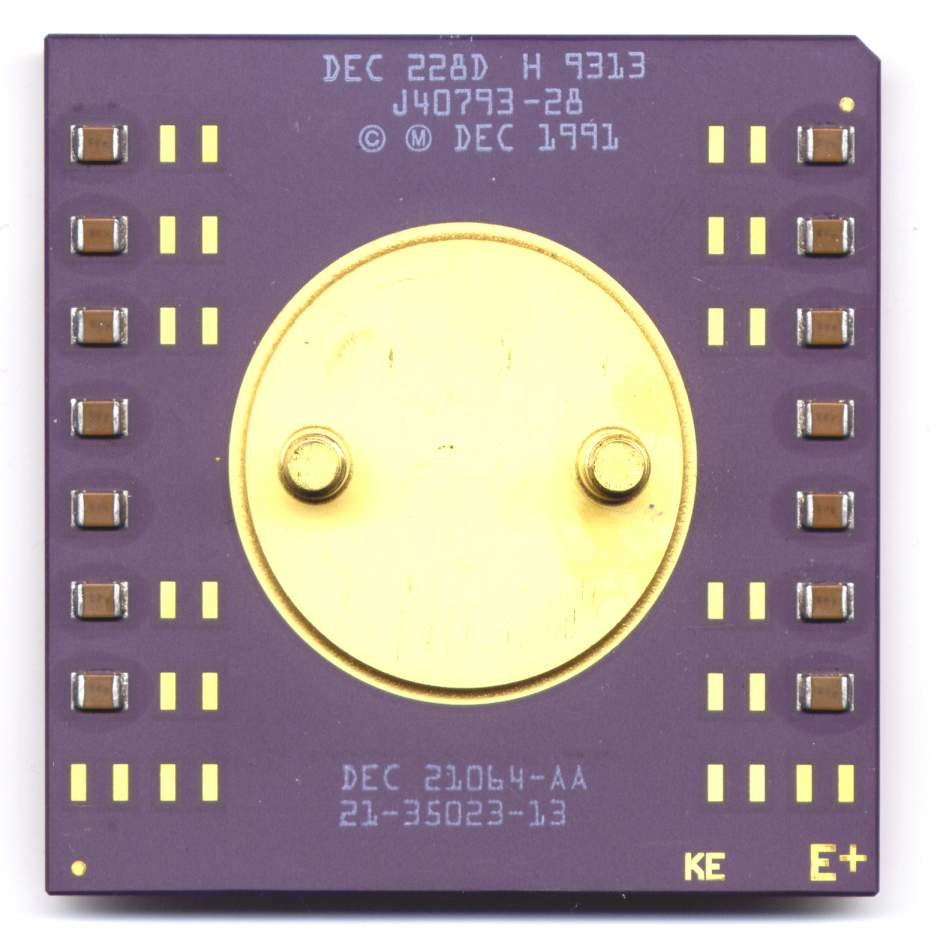
Microprocessore della serie Alpha prodotto dalla DEC

All'inizio degli anni novanta DEC subì una forte e improvvisa contrazione delle vendite e dovette licenziare numerosi dipendenti.
Nel 1992 DEC introdusse il microprocessore RISC Alpha a 64 bit che restò parecchi anni il microprocessore a più alto rendimento. I sistemi operativi VMS, UNIX e Windows NT supportavano Alpha, che tuttavia non riuscì a prendere delle parti di mercato significative ai concorrenti di DEC.
Ken Olsen fu sostituito da Robert Palmer alla testa della società, ma questi non ebbe modo di impedire il declino e i licenziamenti continuarono. DEC dovette vendere il proprio prodotto per i database a Oracle. Nel maggio 1997 DEC fece causa a Intel per la violazione di brevetti sul Pentium. L'accordo fu trovato e consistette nella vendita della divisione dei microprocessori a Intel. La divisione reti fu venduta a Cabletron. Infine DEC stessa è stata venduta a Compaq il 26 gennaio 1998. In seguito, Compaq è stata incorporata con Hewlett-Packard nel 2002.
Il logo Digital è sopravvissuto per poco, dopo che l'azienda ha cessato di esistere, come logo della Digital GlobalSoft, un'azienda di servizi informatici in India (che era per il 51% sussidiaria di DEC). Digital GlobalSoft è stata poi rinominata in "HP GlobalSoft" e non utilizza più il logo Digital.

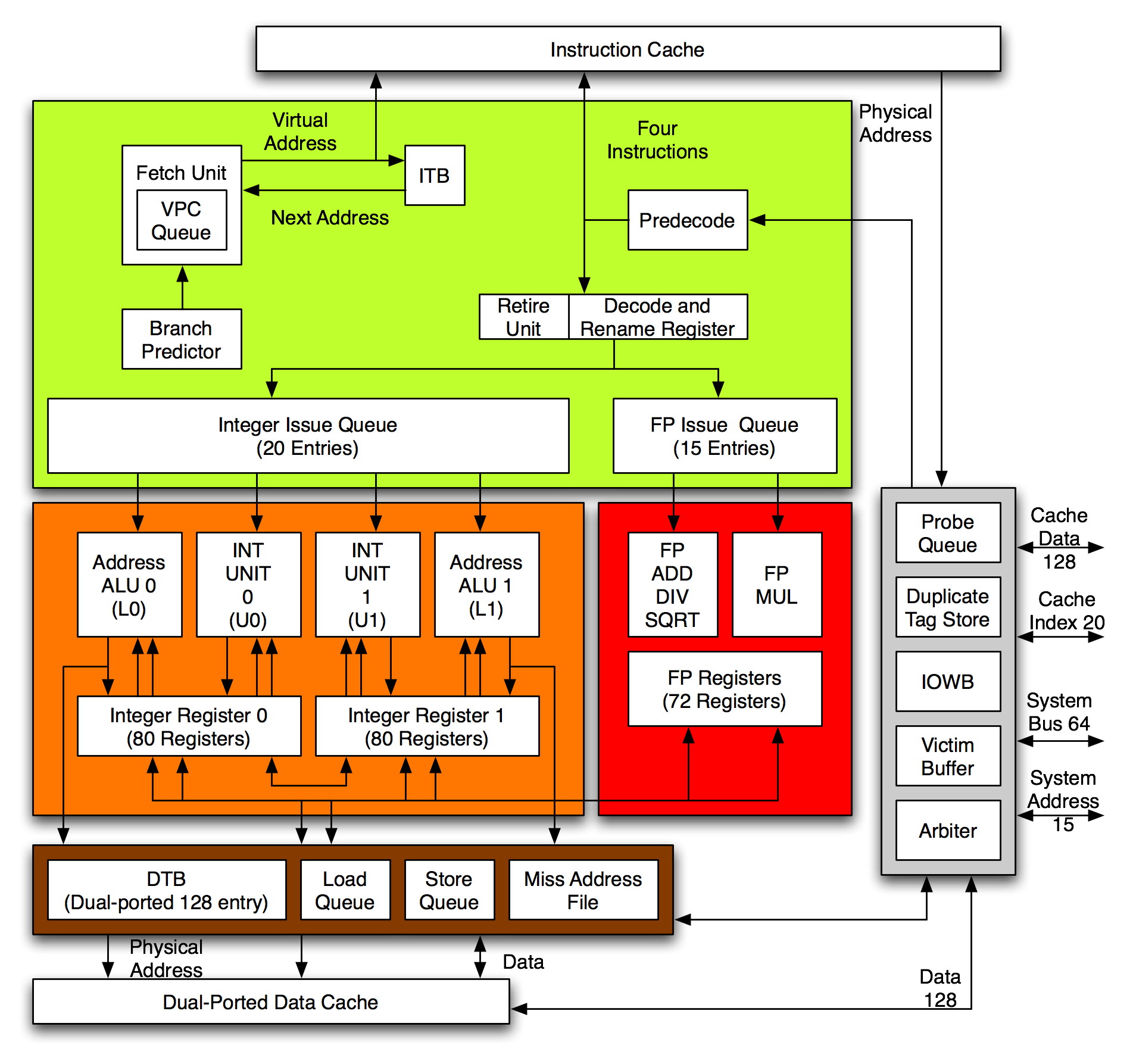
Architettura del processore DEC Alpha 21264, uno dei più potenti processori prodotti dalla società

Digital ha sostenuto gli standard ANSI, specialmente il set di caratteri ASCII, che al momento è rappresentato da Unicode e dal set di caratteri ISO. Il Multinational Character Set di Digital ha inoltre avuto una grande influenza nei caratteri Latin-1, nell'ISO 8859-1 e nell'Unicode.
Le prime versioni del linguaggio C e dei sistemi operativi Unix giravano sulla serie PDP (prima sul PDP-7, poi sul PDP-11), macchine che possono essere considerate i primi minicomputer realmente accessibili sul mercato.
Digital ha anche prodotto la famiglia di computer VAX e il microprocessore Alpha (AXP), la prima workstation di successo da un punto di vista commerciale (la VT-78), e alcuni personal di scarso successo.
Digital ha prodotto sistemi operativi di primo piano, come l'OS-8, il TOPS-10, il TOPS-20, l'RT-11, l'RSX-11 e il VMS. I computer PDP, in particolare il PDP-11, hanno costituito una vera e propria palestra per un'intera generazione di programmatori e sistemisti. Digital ha avuto anche un primato da un punto di vista dei sistemi in time-sharing.
I computer VAX e Micro-VAX (molto diffusi negli anni 1980) che funzionavano con il sistema operativo VMS formarono una delle principali reti che possono essere considerate come predecessori di Internet, DECnet. I protocolli DECnet formarono una delle prime reti peer-to-peer.
Digital dominò anche il mondo ethernet. Per diverse generazioni di computer, i controller di rete prodotti o realizzati su licenza Digital costituirono dei componenti standard.
Il Clustering, tecnologia basata su un sistema operativo in cui più macchine vengono considerate una sola entità logica, è stato inventato da Digital.
Il terminale VT100 divenne lo standard di fatto nelle comunicazioni, ancora oggi gli emulatori di terminale come hyperterminal e Xterminals seguono questo standard.
X Window fu il primo sistema di gestione remota delle finestre, sviluppato da Project Athena al MIT. Digital fu lo sponsor primario di questo progetto.
Dave Cutler, il guru dei sistemi operativi che aveva contribuito allo sviluppo del VMS, lasciò Digital nel 1988 per dirigere lo sviluppo di Microsoft Windows NT. Ci sono stati in proposito jokes sull'equazione WNT=VMS+1.
Vax Notes è stato uno dei primi esempi di collaborazione online, una categoria di software ormai nota come groupware.
Digital è stata una delle prime realtà commerciali connesse a Internet, digital.com fu uno dei primi tra gli ormai onnipresenti domini .com.
Il popolare motore di ricerca AltaVista, creato da Digital, è stato uno dei primi realmente completo (Lycos lo precedette, ma era molto più limitato).

## Commercializzazione in Italia
In Italia i PDP-11 vengono anche venduti dalla Olivetti con il nome di Olivetti SP 600.

## DEC e il primo spam
Brad Templeton ritiene che il primo spam via email della storia sia stato inviato il 1º maggio 1978 dalla DEC per pubblicizzare un nuovo prodotto, e inviato a tutti i destinatari ARPAnet della costa ovest degli Stati Uniti.